# なかむらたけし
なかむらたけし（男性、1972年7月15日 - ）は、ゲームクリエイター（原画家・グラフィッカー）、イラストレーターである。株式会社アクアプラスのアダルトゲームブランドLeaf東京開発室所属。神奈川県出身。旧名（旧表記）はNAK村、中村毅。愛称は村様（むらさま）。

## 経歴・人物
Windows 95、そしてインターネット普及以前は東京BBS、SKB、CATCG-NETなどのBIG-Model系BBSで16色CGを投稿。投稿数こそ多くなかったが、センスの良さが話題を呼ぶ。有限会社アイデス（後のF&C）で原画家・グラフィッカーとしていくつかの作品に従事する傍らみつみ美里・甘露樹の師匠として指導を行う。
1996年『Pia♥キャロットへようこそ!!』でメイン原画家の座はCHARMの推薦でなかむらになる予定だったが、なかむらはメインを張ることについては断り、サブに回った。ここで弟子の一人甘露樹がメインとなり、甘露は原画家としてその名を知られるようになる。続編の『Pia♥キャロットへようこそ!!2』の開発が決まったとき、ディレクターの稲村竜一は中村を起用したかったが、このときフェアリーテールサイドの『ロマンスは剣の輝きII』の開発に従事していた為起用できず、稲村は率直に「残念だった」と述べている。なかむらに替わって原画に起用されたもう一人の弟子みつみ美里はこの作品でブレイクすることになり、なかむらは弟子二人を人気原画家に育て上げた。
1999年にF&Cを退社し、株式会社アクアプラスに入社。Leaf東京開発室所属となる。Leafでの初仕事は『猪名川でいこう』の猪名川由宇の壁紙だが、実質的なゲーム開発としては『こみっくパーティー』ドリームキャスト版の追加ヒロイン御影すばるのデザイン（なかむらはLeaf東京開発室の旗揚げメンバーではない）。2003年には『天使のいない12月』ではメイン原画に従事、その後も『Toheart2』などの人気作品を手がけ現在に至る。

## 主な原画担当作品
アダルトゲーム
- カクテル・ソフト / フェアリーテール（IDES→F&C）在籍時
  - 電撃ナース2
  - DORADORAエモーション 〜聖牌伝〜
  - Pia♥キャロットへようこそ!!
  - ぴあきゃろTOYBOX
  - ロマンスは剣の輝きII
- Leaf（アクアプラス）在籍時
  - 天使のいない12月
  - アルルゥとあそぼ!!
  - ToHeart2 XRATED
  - ToHeart2 AnotherDays
  - 君が呼ぶ、メギドの丘で　
  - WHITE ALBUM2

一般ゲーム
- カクテル・ソフト / フェアリーテール（IDES→F&C）在籍時
  - Pia♥キャロットへようこそ!!
- Leaf（アクアプラス）在籍時
  - こみっくパーティー
  - ToHeart2
  - Tears to Tiara
  - Tears to Tiara（PS3版、女性キャラクター）

その他
- ぴあきゃろG.O. TOYBOX 〜サマーフェア〜（カクテル・ソフト）

開発には関わっていないが、F&C在籍時の書き下ろしイラストなどが収録されている。

## 同人活動
偽住所不定（にせじゅうしょふてい）という名前の同人サークルを主宰しているが単独活動は少なく、甘露樹やみつみ美里のサークルとの合同が多い。